# Ernie Hammes

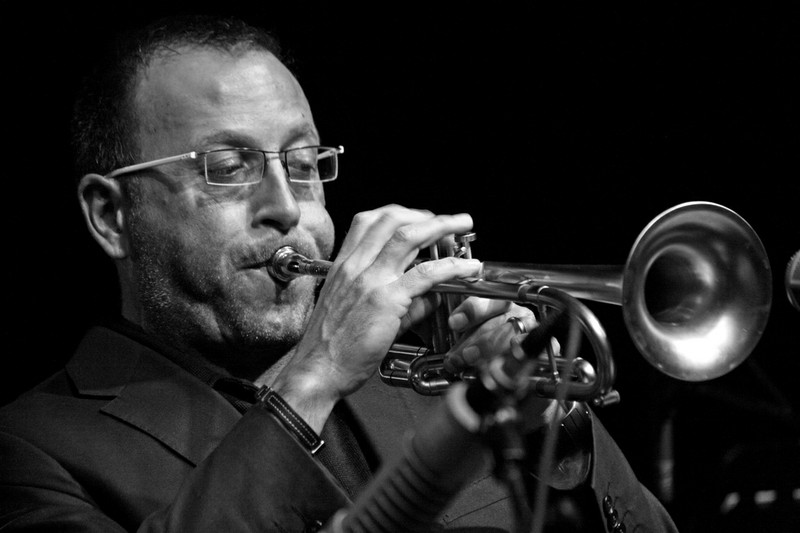
Ernie Hammes (2010)

Ernie Hammes (* 18. August 1968 in Esch-sur-Alzette) ist ein luxemburgischer Trompeter im Bereich Jazz und Klassik.

## Leben und Wirken
Hammes studierte klassische Trompete am Konservatorium in Esch-sur-Alzette und Metz sowie Jazz in New York City an der Manhattan School of Music. In der Folgezeit konzertierte er bei zahlreichen internationalen Musikgrößen in deren Liveband, beispielsweise Paul Anka, Chaka Khan oder beim Duke Ellington Orchestra (Ghost Band). Ab 1987 spielte er bei der luxemburgischen Militärmusik. 1993 gründete er das luxemburgische Jazz-Orchester. Seit 1994 leitet er die Bigband der luxemburgischen Armee. Im Bereich des Jazz war er zwischen 1997 und 2010 an sechs Aufnahmesessions beteiligt, u. a. bei Derrick James, Diane Schuur, David Liebman/Brussels Jazz Orchestra und Amina Figarova.

## Diskografie (Auswahl)
- 1997: Festival
- 2001: Stepwise
- 2006: Trumpet Classics
- 2006: Night Lights
- 2013: Sanfrancha